# Стрельба на философском факультете Карлова университета
Стрельба на философском факультете Карлова университета — инцидент, произошедший 21 декабря 2023 года, около 15:00, в Праге. Площадь Яна Палаха, где расположен факультет, и прилегающие территории были полностью закрыты. В результате стрельбы были многочисленные жертвы. Это крупнейшее массовое убийство на территории Чехии с применением огнестрельного оружия с момента образования Чешской Республики.
В связи с инцидентом правительство Чешской Республики объявило 23 декабря днём траура.

## Обстоятельства нападения

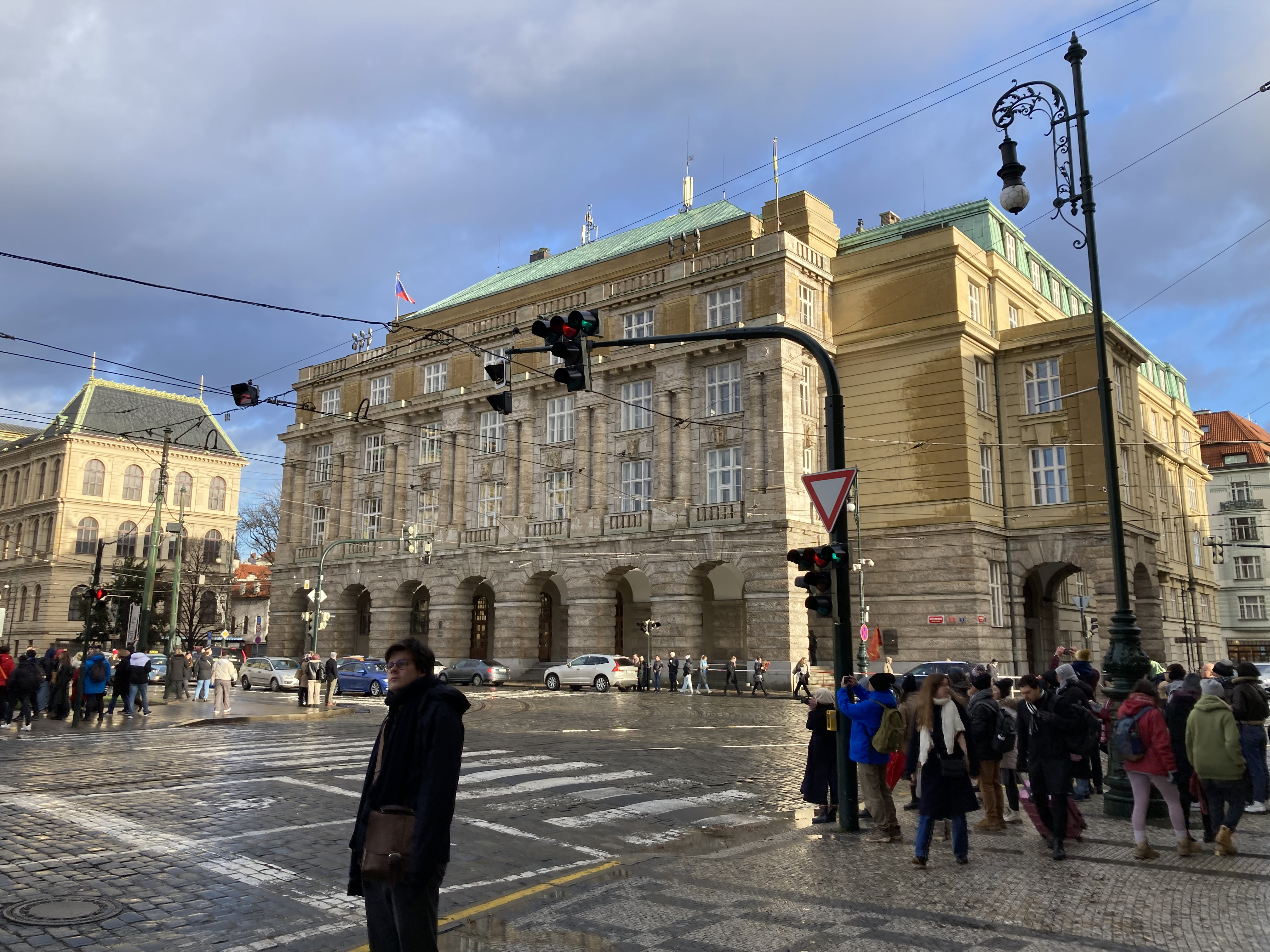
Здание факультета — фотография сделана на следующий день после инцидента

Днём 21 декабря 2023 года, вскоре после полудня, подруга 24-летнего студента философского факультета Карлова университета, получила короткое текстовое сообщение, в котором её друг выразил суицидальные мысли. Об этом сообщили в медицинскую спасательную службу Среднечешского края, которая в 12:19 передала данное сообщение полиции Чехии. Полиция получила информацию о местонахождении его мобильного телефона и отправилась к нему по месту жительства в деревню Хостоун в районе Кладно, где обнаружила убитого отца студента. В ходе пиротехнического обыска позже было установлено, что в доме находилось самодельное взрывное устройство в виде канистр с бензином, газовых баллонов и фена с таймером. По словам представителя полиции Яна Данько, его удалось вовремя отключить.
В 13:15 полиция объявила в розыск по всей стране 24-летнего мужчину, подозреваемого в убийстве, который, вероятно, направлялся в Прагу и передвигался на общественном транспорте. Полицейские из Среднечешского края предупредили пражскую полицию о том, что подозреваемый может быть вооружён, и что тот вероятно движется к зданию философского факультета. Вскоре после полудня подозреваемый ехал на автобусе в Прагу. От станции метро «Надражи Велеславин» линии А он доехал до станции метро «Староместска», которая находится рядом с главным зданием факультета. Согласно записям камер, подозреваемый находился на станции метро «Староместская» в 13:20. Вскоре после этого к зданию факультета на площади Яна Палаха прибыл полицейский патруль, всего на минуту позже подозреваемого, который, согласно записям камер, прибыл в здание с громоздким чемоданом в 13:23 и провел там около часа. Около полутора часа он готовился к нападению в туалете на 4 этаже. Согласно официальной версии Карлова университета, по предложению работника факультета полицейские вместе с ним до 14:20 обыскивали помещения библиотеки и туалеты. В 14:30 в учебный отдел факультета, пришёл следователь по уголовным делам в гражданском и поинтересовался расписанием подозреваемого. 
В 13:45 в полицию поступила информация о том, что подозреваемый должен был присутствовать на лекции в 14:00 в здании на улице Целетной (улица Целетна, 559/14), что находится примерно в 700 метрах от главного здания. Полиция сосредоточила внимание на этом адресе, куда, помимо патруля, также прибыли следователи и оперативная группа. Полиция быстро эвакуировала здание на Целетной в 14:22. Эвакуация главного здания факультета на площади Яна Палаха (площадь Яна Палаха, 1/2) не проводилась, а руководство университета и факультета не было проинформировано о возможной угрозе этому зданию, и сюда направились некоторые эвакуированные студенты с Целетной улицы. Полицейский патруль покинул здание на площади Яна Палаха ещё до начала стрельбы.
Вскоре после 14:00 подозреваемый включил свой телефон, чтобы проверить, появились ли сообщения о его преступлении в Хостоуне в СМИ, а в 14:38 полиция на короткое время обнаружила предположительное место, где мог находится преступник, и пришла к выводу, что он находился на Парижской улице, которая находится всего в нескольких десятках метров от здания на площади Яна Палаха. На Парижскую улицу было отправлено оперативное подразделение. Вскоре после нападения в СМИ была опубликована информация о том, что полиция также обнаружила преступника на улице улице Револючни (около 300 м от здания на Целетной и около 1 км от зданияна площади Яна Палаха), но направление его движения определить не удалось.
В 14:45 квестор университета был проинформирован о присутствии полиции по адресу Овоцни трх 5, где находится Каролинум. В 14:50 полиция посоветовала ему начать эвакуацию здания.
Стрельба в здании началось примерно в 14:55, а первый вызов в полицию поступил в 14:57. Первый звонок в полицию с сообщением о стрельбе поступил в 14:59 (CET). Вскоре на место происшествия прибыли сотрудники всех силовых структур города, которые приступили к эвакуации здания, оцепили площадь и прилегающие к ней улицы и закрыли станцию метро «Староместска». Студенты были эвакуированы полицией в расположенный рядом Рудольфинум.
По данным телеканала TV Nova, находившиеся во время обстрела площади Яна Палаха непосредственно на ней журналист Иржи Форман и полицейские выкрикивали оскорбления в адрес стрелка, чтобы отвлечь его внимание от пытавшихся эвакуироваться студентов и сотрудников университета.
Спустя час полиция подтвердила, что нападавший нейтрализован. Позднее появилась информация, что он покончил с собой.
В 17 часов парамедики завершили «Травмоплан», небольшое количество бригад осталось на месте в профилактических целях. Здание философского факультета было полностью эвакуировано и подвергнуто пиротехническому обыску, в ходе которого полиция обнаружила большой арсенал оружия и боеприпасов, после чего началась работа по опознанию жертв.

## Погибшие и пострадавшие
Выступая вечером после происшествия на пресс-конференции, президент полиции Чехии заявил, что в результате стрельбы в общей сложности погибли 15 человек, 25 получили ранения, из них 10 получили тяжёлые ранения.
Утром следующего дня министр внутренних дел Вит Ракушан заявил, что полиции известны личности всех пятнадцати погибших и что одним из них является сам нападавший. Среди 25 раненых было трое иностранцев (один гражданин Нидерландов и двое граждан ОАЭ).
Одной из жертв стала Ленка Главкова (род. 1974) — руководитель Института музыкальных наук Философского факультета Карлова университета, член Кембриджской научной ассоциации Европейской академии, занимавшаяся исследованием средневековой и ранней музыки Нового времени, а также преподававшая историю музыки на факультете.

## Личность преступника
По данным расследования, преступником является 24-летний (род. 12 августа 1999 года) студент философского факультета Карлова университета Давид Козак (чеш. David Kozák). Нападавший проживал в селе Хостоунь в 9 километрах от Праги. В июне 2022 года он защитил бакалаврскую работу по теме «Проблематика антагонизма Галицкого крестьянского восстания и Краковского восстания в 1846 году» и получил степень бакалавра истории и европейских исследований, а 28 апреля 2023 года в посольстве Польши в Праге ему была вручена премия Мариана Шийковского, которую ему присудил Польский институт в Праге в категории «Лучшая бакалаврская работа».
На пресс-конференции полиция сообщила, что преступник использовал длинноствольное огнестрельное оружие, которым владел легально; в общей сложности он владел восемью единицами оружия, две из которых являются длинноствольными, все они были зарегистрированы. В здание философского факультета он привёз крупный чемодан, в котором находилось большое количество боеприпасов.

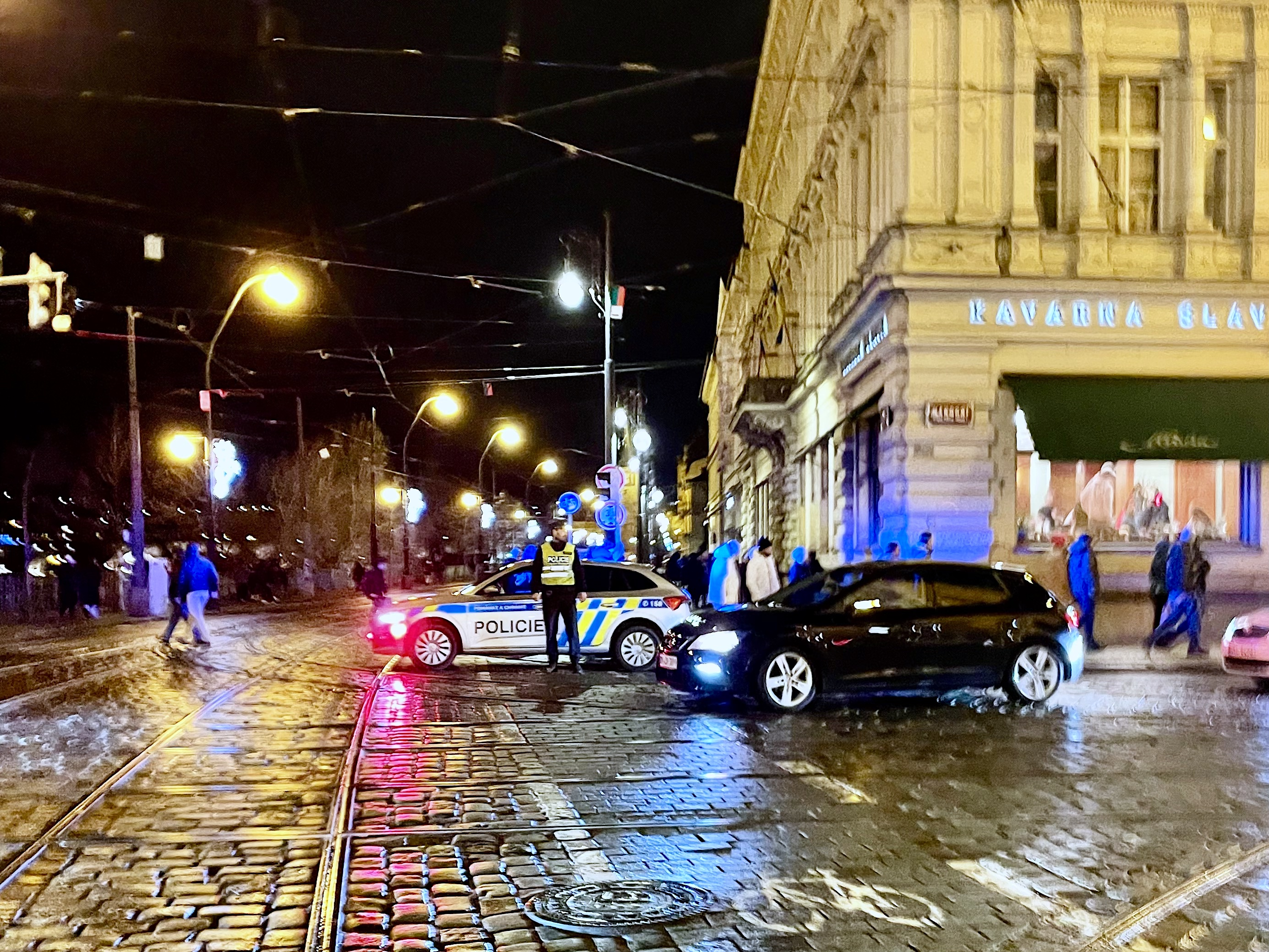
В ходе инцидента полиция перекрыла большую часть центра Праги. На фото, сделанном спустя несколько часов после инцидента, видна перекрытая набережная Сметаны (Smetanovo nábřeží)

С самого начала полиция прорабатывала версию, что злоумышленник был причастен к двойному убийству в Клановицком лесу, которое произошло за шесть дней до этого. Впоследствии эта версия была подтверждена баллистической экспертизой. Судя по опубликованным впоследствии деталям, жертвы в Клановицком лесу были выбраны случайно.
Позднее выяснилось, что преступление не было совершено внезапно; преступник, вероятно, готовился к нему. За три месяца до расстрела он изучал тактическую домашнюю оборону на курсах стрельбы, а в ноябре 2023 посетил другие курсы стрельбы.

## Результаты расследования
В июне 2024 медиа сообщили, что результатом расследования стало установление факта, что преступник действовал в одиночку, и его действия были направлены против всего общества, которое, по его мнению, не понимало его. Преступник таким образом хотел быть замеченым. Он не страдал психической болезнью, которая бы вела к отсутствию вменяемости. Полиция исключила варианты подстрекательства или пособничества, влияния какой-либо радикальной группы или личной мести. Самоубийство преступника сделало невозможным психиатрическую экспертизу, и следователи для установления фактов использовали письменные свидетельства, персональные устройства и информацию от окружения.
Перед тем, как отправиться в Прагу, преступник убил собственного отца в Хостоуни и планировал уничтожить дом, что ему сделать не удалось.

## Реакция
Президент республики Петр Павел прокомментировал событие в социальной сети X и спешно вернулся из рабочей встречи во Франции. Премьер-министр Петр Фиала осудил стрельбу, выразил соболезнования скорбящим и, отменив рабочую программу в Оломоуцком крае, вернулся в Прагу. Министр внутренних дел Вит Ракушан осудил стрельбу и подчеркнул, что преступнику не следует уделять внимание и огласку в средствах массовой информации. Ракушан также призвал граждан не распространять слухи и дезинформацию, а только информацию, проверенную полицией. При этом он высоко «оценил качественную работу полиции Чехии». Президент полиции Мартин Вондрашек заявил: «Если бы не быстрое вмешательство полиции, жертв внутри здания было бы во много раз больше». Бывший детектив Карел Тихий выразил мнение, что действия полиции должны быть предметом расследования Генеральной инспекции сил безопасности (GIBS).
В девять часов вечера состоялось внеочередное заседание правительства Чехии с участием президента, председателя палаты депутатов и директора BIS. На последующей совместной пресс-конференции президента Петра Павла, премьер-министра Петра Фиалы и министра внутренних дел Вита Ракушана было объявлено, что правительство объявило день траура в субботу, 23 декабря.
Вечером после нападения благотворительный фонд Карлова университета объявил гуманитарный онлайн-сбор средств на платформе «Darujme.cz» для помощи пострадавшим от этой трагедии. Аналогичный сбор был опубликован и на сайте «Z nesnázé». На следующий день после трагедии более 25 тысяч человек пожертвовали более 31 миллиона чешских крон.

### Траур

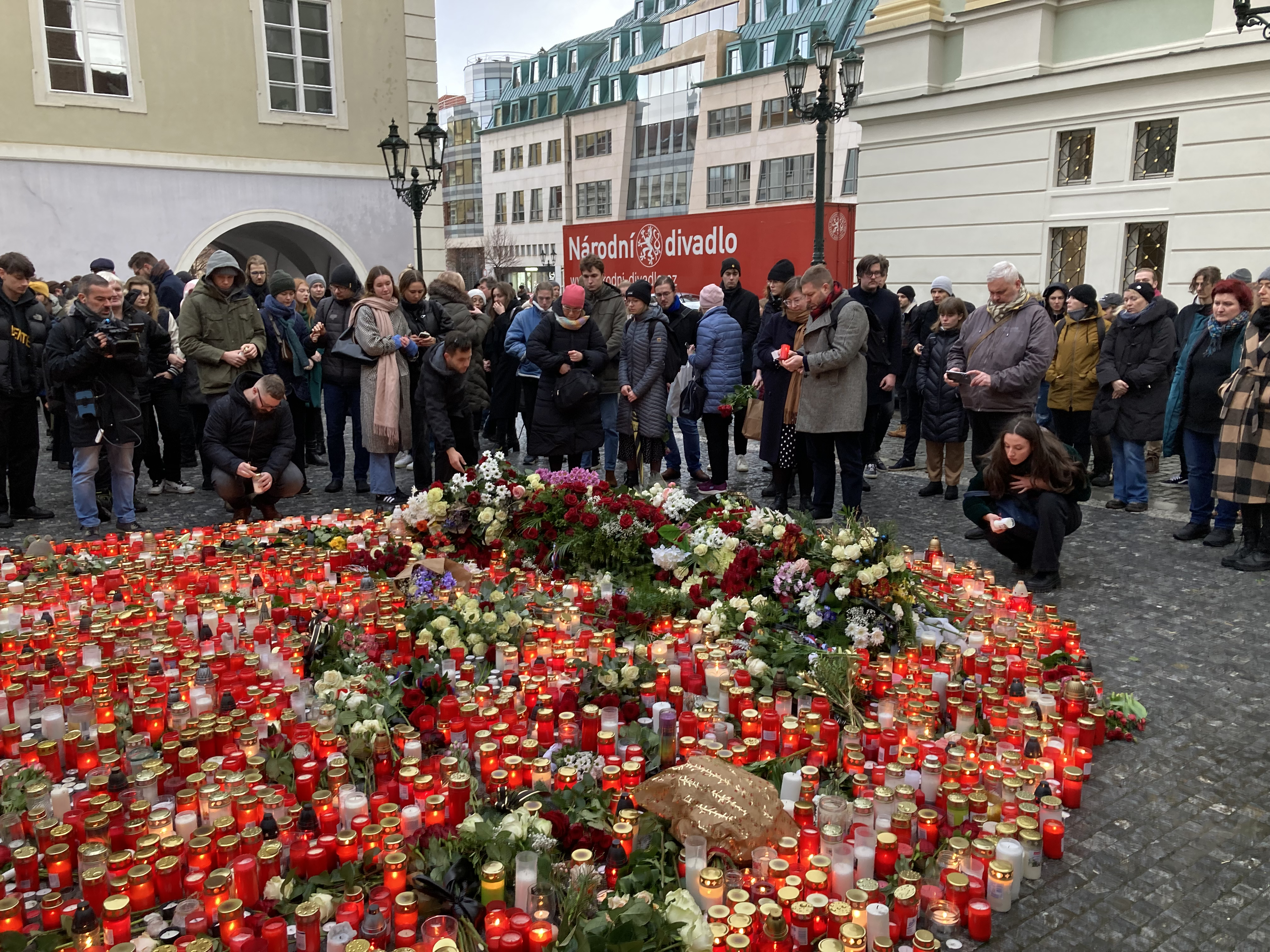
На следующий день после стрельбы в ректорате был создан импровизированный мемориал

Несколько городов отменили или скорректировали свои рождественские мероприятия, некоторые телеканалы изменили свою программу.
В субботу, 23 декабря, в день национального траура, по всей Чехии прошли мессы в память жертв трагедии. В полдень была минута молчания, зазвенели церковные колокола и пожарные выехали со своим оборудованием перед станциями.

### Споры по поводу действий полиции
Вскоре после произошедшего министр внутренних дел оценил работу полиции, а глава полиции заявил, что без вмешательства полиции, жертв могло быть больше. Действия полиции по мере появления новой информации стали подвергаться большой критике со стороны пострадавших, выживших, экспертов, политиков и общественности. 21 декабря 2023 года была опубликована запись последовательности произошедших событий. Президиум полиции подтвердил подлинность записи, после чего было принято решение об увольнении сотрудницы, которая допустила утечку. После внутреннего расследования отдела внутреннего контроля полиции 9 января 2024 года объявил, что операция была проведена в соответствии с внутренними правилами, и не была проведена неправильно и небрежно. Отдел также рекомендовал полиции улучшить кризисную коммуникацию с представителями учреждений, которые могут стать объектом аналогичной атаки.
Адвокат и эксперт по огнестрельному оружию Радек Ондруш выразил удивление тем, что никто не заподозрил ничего необычного, когда молодой человек купил обширный арсенал, и напомнил, что при покупке оружия полиция не проводит «никаких психолого-психиатрических экспертиз. Сегодня полуавтоматический пулемет можно приобрести так же легко, как и охотничье ружье». Сомнения в этом направлении признал и глава пражской полиции Петр Матейчек, пообещавший: «Мы проверим, был ли это сбой системы или отдельного человека». Полиция начала внутреннее расследование действий полицейских из Центрального реестра оружия.
27 декабря 2023 года Генеральная инспекция сил безопасности (GIBS) объявила, что собирает, оценивает и анализирует всю информацию, которую она получает от общественности. В июне 2024 года было объявлено, что GIBS выявила недостатки в вмешательстве в отчете о закрытой оценке и рекомендовала полиции принять меры и улучшить ситуацию в нескольких областях. Среди них она назвала получение и обмен информации, коммуникация с другими организациями и лицами за пределами полиции, изменения, связанные с законодательством об оружии, улучшения в отношении местонахождения мобильных телефонов, а также саму операцию в отношении стрелка.
Сама операция в здании оценивается большинством экспертов как успешно проведённая. Момент, когда стрелок не менее пяти минут ходил с длинным пистолетом по галереи возле крыши здания и стрелял по людям на улице, некоторые СМИ отметили как спорный. Некоторые СМИ указывали на то, что полицейский патруль прибыл в главное здание факультета на площади Яна Палаха уже после 13:00, но затем покинул здание, хотя полиция знала, что преступник вооружён и направляется в Прагу. После нападения также выяснилось, что полицейские в здании факультета не воспользовались возможностью связаться с руководством факультета, хотя сотрудники факультета сообщили им о проводимом заседании коллегии декана на 1 этаже здания. Хотя полиция искала преступника на соседней Парижской улице, а заместителям декана в здании факультета на площади Яна Палаха полиция сообщила, что «к факультету, вероятно, приближается» психически неуравновешенный и опасный студент и «есть опасность что он ворвётся в здание, и может быть вооружен», полиция не отдала приказ об эвакуации здания, а перед стрельбой сотрудники полиции были отозваны из здания вместо того, чтобы остаться на месте будущего происшествия в качестве меры предосторожности.
Некоторые выжившие и пострадавшие также раскритиковали действия полиции во время поиска преступника, решение не проводить эвакуацию здания, а также реакцию министра внутренних дел и руководства полиции. Адвокат и сенатор Гана Кордова Марванова, которая представляла некоторых из пострадавших и поэтому имеет доступ к постановлению об окончании рассмотрения уголовного дела с июня 2024 года и ко всем материалам дела, заявила, что полиция не рассказала правду о некоторых вещах или предоставила неполную информацию общественности.
В июне 2024 года в СМИ были опубликована новая информация из полицейских документов, из которых следует, что злоумышленник прибыл в здание в 13:23 и готовился к нападению в туалете на 4-м этаже. Шестеро полицейских, которые вошли в здание примерно в то же время, что и преступник, обыскали только первый этаж здания и заглянули на второй этаж. По словам представителей факультета, полицейские могли просмотреть запись с камер и выяснить, что преступник вошел в здание всего за несколько десятков секунд до них, но полиция не воспользовалась этой возможностью. Информация о том, что некоторые студенты видели, как преступник ходил по зданию факультета за час до нападения, дошла до СМИ в апреле 2024 года, однако руководство полиции отказалось комментировать эту информацию. Во время нападения в здании находился политик Любомир Заоралек, который пожаловался, что никто из его аудитории на третьем этаже не был предупрежден во время стрельбы. В здании также находился и читал лекцию и российский политолог и обозреватель Сергей Медведев, который во время стрельбы забаррикадировался в аудитории вместе со своими студентами.
На пресс-конференции в январе 2024 года и в других случаях глава пражской полиции Матейчек заявлял, что до нападения полиция прорабатывала версию о том, что преступник «собирался в Прагу, чтобы покончить там жизнь самоубийством». 19 июня 2024 года на заседании комитета по безопасности Палаты депутатов Матейчек заявил, что около 13:20 полиция обнаружила, что «человек имеет при себе законное оружие, причем в большом количестве, одно из которых было того же типа, что и оружие, использованное в Клановицком лесу. У меня не было доказательств, но я офицер полиции, и мне пришло в голову, что это может быть связано с Клановицким лесом. Оно было там, и это была ещё одна подсказка. Так мы далее сообщили, что он опасен, очень опасен». Министр внутренних дел Вит Ракушан заявил в интервью СМИ в июне 2024 года, что полиция узнала только в 16:00, то есть после стрельбы на факультете, что преступник убил своего отца, но согласно опубликованным записи полиции, полиция уже знала об этом в 13:15.
В июне 2024 года Карлов университет подал жалобу на решение полиции отложить дело «с предложением о полном расследовании всего контекста нападения и предшествующих ему событий», поскольку «Университет через своего законного представителя не смог добиться ознакомления с делом более подробно, хотя на самом деле оно как непосредственно касается потерпевших». Адвокат Гана Кордова Марванова также подала ту же жалобу от имени некоторых пострадавших.
26 июня 2024 года депутаты Палаты депутатов Парламента Чехии поддержали создание парламентской комиссии, целью которой станет расследование вопросов, а также предоставление ответов на вопросы и неясности. Комиссия должна будет предложить методы улучшения коммуникации и оперативного управления полицией. 27 июня полиция подтвердила, что прибывший патруль не просил сотрудника факультета показать им записи с камер, на которых было запечатлён прибывший нападавший, хотя ранее утверждала, что сотрудник им отказал показать их.

### Критика министерской вечеринки
В день когда случилась трагедия, Министерство труда и социальных дел запланировало в своём главном здании традиционную рождественскую вечеринку, которая началась ещё до инцидента. В нем также лично принял участие министр Мариан Юречка, который покинул мероприятие ради заседания правительства, после чего мероприятие было завершено, согласно первоначальному заявлению министерства. Позже министр признался, что вечеринка продолжалась и что он вернулся к ней после заседания правительства. Юречка неоднократно извинился за вечеринку, произошедшую в тот момент, когда информация о трагическом событии была публично известна, и за ошибочную оценку ситуации. Однако неспособность завершить мероприятие раньше, а также предполагаемая ложь или запутывание министра и его поздние извинения вызвали критику. Затем в СМИ появились предположения о его возможной отставке, которая однако не случилась.

### Критика СМИ
Чешский специалист по этике СМИ Ян Мотал заявил, что журналисты не должны публиковать личность нападавшего, героизировать его поступок или рассказывать подробности того, как он это сделал. Он также отметил, что подобное широкое освещение событий в СМИ ведёт к вдохновению для новых стрелков и к «заражению массовыми нападениями». Телеканалы TV Nova и CNN Prima News в своих репортажах опубликовали неотредактированные кадры с места преступления, в том числе со стрельбой на переходе к зданию. В ответ полиция Чехии несколько раз просила не публиковать кадры и фотографии с места нападения и заявляла, что это не имеет ничего общего с одним из самых распространённых видеороликов.
В открытом письме студенты Института коммуникативных исследований и журналистики факультета социальных наук Карлова университета высказались против проблемного поведения некоторых СМИ. Помимо публикации подробных описаний или фотографий напуганных студентов, были также раскритикованы публикации личности нападавшего во время нападения. Руководитель кафедры журналистики Алице Тейкалова также призвала журналистов проявлять сдержанность. Вскоре после произошедшего, главный редактор интернет-издания «Seznam Zprávy» Иржи Кубик извинился за допущенные ошибки и разъяснил некоторые из них.
В течение 9 дней после нападения, полиция проверила в общей сложности 90 случаев связанных с одобрением или имитацией действия нападавшего. Из них 28 случаев касались одобрения преступного деяния, 11 случаев оказались угрозами, 7 случаев было насилием в отношении группы лиц или личности, и в 6 случаях с распространением лжи и мистификаций, преимущественно в социальных сетях. Полиция доставила троих человек на психиатрическую экспертизу. По состоянию на 8 января 2024 года представитель президиума полиции Ондржей Моравчик заявил, что полиция рассмотрела сотни других случаев, 156 из которых имели отношение к делу, а в 88 случаях были возбуждены уголовные дела. Например, обвинение было предъявлено мужчине, который угрожал расстрелять деревню в районе Йиндржихува-Градце.